# Gargüera
Gargüera de la Vera és un municipi de la província de Càceres, a la comunitat autònoma d'Extremadura (Espanya). Limita amb Plasencia, Malpartida de Plasencia, Tejeda de Tiétar, Arroyomolinos de la Vera, Barrado i Casas del Castañar.